# Malaxodes farinosa
Malaxodes farinosa är en insektsart som beskrevs av Ronald Gordon Fennah 1967. Malaxodes farinosa ingår i släktet Malaxodes och familjen sporrstritar. Inga underarter finns listade i Catalogue of Life.